# Little Basses Reef Lighthouse
Little Basses Reef Lighthouse ist ein Leuchtturm (englisch Lighthouse) vor der Südprovinz von Sri Lanka.

## Allgemeines
Durch die Eröffnung des Sueskanals lag das damalige Britisch-Ceylon ab 1869 inmitten des internationalen Seewegs zwischen Europa und dem Fernen Osten. Da die geringen Wassertiefen der Adamsbrücke die Passage der Palkstraße zwischen Indien und Sri Lanka für die Seeschifffahrt unmöglich machten, musste die Insel südlich umfahren werden. Aus diesem Grund wurden dort in den 1870er Jahren drei Leuchttürme vom Imperial Lighthouse Service in Auftrag gegeben: Great Basses Reef Lighthouse, Little Basses Reef Lighthouse und zuletzt Dondra Head Lighthouse. Die drei Türme wurden von James Nicholas Douglass entworfen und die ersten zwei unter Aufsicht seines Bruders William Douglass bis 1878 errichtet.

## Beschreibung
Der knapp 37 Meter hohe Rundturm steht auf Little Basses Reef, einem 16 Seemeilen langen Riff (englisch Reef) vor der Südostküste des Distrikts Hambantota. Der Granit für das 1878 fertiggestellte Offshorebauwerk stammt aus Schottland und England.
Das Leuchtfeuer hat eine Feuerhöhe von 34 m und zeigt als Kennung eine Gruppe von zwei schnellen Funkeln mit einer Wiederkehr von 10 Sekunden (VQ(2)W.10s).
Die Schäden durch den Tsunami, ausgelöst vom Erdbeben im Indischen Ozean 2004, wurden mit Unterstützung des Trinity House und Northern Lighthouse Board repariert. Seit 2007 ist das Leuchtfeuer wieder funktionsfähig.